# Patrimoni dell'umanità del Botswana
I patrimoni dell'umanità del Botswana sono i siti dichiarati dall'UNESCO come patrimonio dell'umanità in Botswana, che è divenuto parte contraente della Convenzione sul patrimonio dell'umanità il 23 novembre 1998.
Al 2022 i siti iscritti nella Lista dei patrimoni dell'umanità sono due, mentre sette sono le candidature per nuove iscrizioni. Il primo sito, Tsodilo, è stato iscritto nella lista nel 2001, durante la venticinquesima sessione del comitato del patrimonio mondiale. Nel 2014, nella trentottesima sessione, il Delta dell'Okavango è divenuto il secondo sito botswano riconosciuto dall'UNESCO. Un sito è considerato culturale, secondo i criteri di selezione, uno naturale.

## Siti del Patrimonio mondiale
| Foto | Sito                | Luogo                     | Tipo                         | Anno | Descrizione |
| ---- | ------------------- | ------------------------- | ---------------------------- | ---- | --- |
|      | Tsodilo             | Sepopa                    | Culturale (1021; i, iii, vi) | 2001 | Con una delle più alte concentrazioni di arte rupestre al mondo, Tsodilo è stato chiamato il "Louvre del deserto". Oltre 4 500 dipinti sono conservati in un'area di soli 10 km² del deserto del Kalahari. La documentazione archeologica dell'area fornisce un resoconto cronologico delle attività umane e dei cambiamenti ambientali nell'arco di almeno 100 000 anni. Le comunità locali in questo ambiente ostile rispettano Tsodilo come luogo di culto frequentato da spiriti ancestrali. |
|      | Delta dell'Okavango | Distretto Nordoccidentale | Naturale (1432; vii, ix, x)  | 2014 | Questo delta nel nord-ovest del Botswana comprende paludi permanenti e pianure allagate stagionalmente. È uno dei pochissimi grandi sistemi di delta interni che non sfociano in un mare o in un oceano, con un sistema di zone umide quasi intatto. Una delle caratteristiche uniche del sito è che l'inondazione annuale del fiume Okavango si verifica durante la stagione secca, con il risultato che le piante e gli animali nativi hanno sincronizzato i loro cicli biologici con queste piogge e inondazioni stagionali. È un esempio eccezionale dell'interazione tra processi climatici, idrologici e biologici. Il delta dell'Okavango ospita alcune delle specie di grandi mammiferi più minacciate al mondo, come il ghepardo, il rinoceronte bianco, il rinoceronte nero, il cane selvatico africano e il leone. |

## Siti candidati
| Foto | Sito                                                            | Luogo                                     | Tipo                             | Anno       | Descrizione |
| ---- | --------------------------------------------------------------- | ----------------------------------------- | -------------------------------- | ---------- | --- |
|      | Insediamento dell'età del ferro di Toutswemogala Hill           | Topisi                                    | Culturale (1340; ii, iii, iv)    | 21/07/1999 | Toutswemogala è una collina allungata dalla sommità piatta che si erge a circa 50 metri sopra il circostante veld piatto di mopane. Si tratta di un insediamento dell'età del ferro, che è stato occupato in due diverse occasioni: le date al radiocarbonio per questo insediamento vanno dal VII alla fine del XIX secolo d.C., indicando un'occupazione di oltre mille anni. La collina faceva parte della formazione dei primi stati dell'Africa meridionale con l'allevamento del bestiame bovino come principale fonte di economia, integrata da capre, pecore e foraggio, nonché dalla caccia di animali selvatici. Le restanti caratteristiche dell'insediamento di Toutswe includono i basamenti delle case, grandi ammassi di mucche vetrificate e sepolture, mentre una struttura eccezionale è il muro di pietra. |
|      | Sistema Chobe Linyanti                                          | Chobe                                     | Naturale (5556; ix, x)           | 27/05/2010 | L'area di Chobe Linyanti è uno degli ecosistemi più distinti in Africa e probabilmente una delle ultime vere aree selvagge rimaste al mondo. La maggior parte dell'area come la riserva di Linyanti e Selinda sono ancora intatte in quanto sono le meno visitate e si trovano negli angoli più incontaminati del Botswana. Il Parco nazionale del Chobe ha un'incredibile varietà di habitat, che vanno da pianure alluvionali, baobab e alberi di mopane e boschi di acacia, a verdeggianti praterie alluvionali e boschetti che costeggiano il fiume Chobe. Questa straordinaria varietà di habitat ospita enormi mandrie di elefanti, bufali e zebre di Burchell e un'elevata densità di predatori. |
|      | Paesaggio culturale di Mapungubwe (iscrizione transfrontaliera) | Bobonong                                  | Culturale (5557; ii, iii, iv, v) | 27/05/2010 | La cultura di Mapungubwe si estende in Botswana, come dimostrano le prove archeologiche di siti come Mmamagwe e alcuni altri piccoli siti dell'età del ferro come Commando Kop (Pitsane Kopje) nell'area di Shashe-Limpopo. Le prove materiali trovate a Commando Kop mostrano che è stato occupato con successo da popoli Zhizo, K2 e Mapungubwe e gli stili di ceramica sono davvero il tipo culturale Zhizo (Schroda) e Leopard's Kopje (K2 e Mapungubwe). Per quanto piccolo, il sito ha tuttavia prodotto uno studio comparativo inestimabile che ha chiaramente definito i confini del più ampio paesaggio culturale di Mapungubwe utilizzato dalle comunità agropastorali per secoli. L'estensione al lato del Botswana all'attuale paesaggio culturale di Mapungubwe in Sudafrica fornirà la prova di un regno molto più grande che fiorì nell'Africa meridionale tra il 900 e il 1300 d.C.. |
|      | Grotte di Gcwihaba                                              | Xaxa                                      | Naturale (5558; vii, viii)       | 27/05/2010 | Le grotte di Gcwihaba comprendono sei sistemi di grotte che presentano fenomeni di eccezionale bellezza naturale come enormi stalattiti, stalagmiti e colonne/pilastri, nonché una serie di spettacolari micro-formazioni di elittiti, cannucce, alcune che sembrano aver sfidato la forza di gravità che normalmente fa precipitare gli speleotemi in posizione verticale. Le grotte che si trovano nelle tre colline di Koanaka, la Bone Cave e la Blue Cave, contengono un tipo di breccia che ha densità di fossili molto elevate. Questo è il deposito fossile di grotta più ricco del Botswana e forse il più ricco dell'Africa meridionale. Le grotte sono uniche nel senso che si trovano in un ambiente desertico e contengono una registrazione dettagliata dell'evoluzione dell'ambiente del Kalahari per l'intera epoca plio-pleistocenica. |
|      | Paesaggio dei Makgadikgadi Pan                                  | Distretto Centrale                        | Misto (5559; v, vii, viii, x)    | 27/05/2010 | Le saline di Makgadikgadi sono le più grandi saline del mondo e mostrano una distesa unica con un'affascinante bellezza paesaggistica naturale. Ha una straordinaria storia geologica e climatica, nel senso che nelle sue fasi iniziali di sviluppo era uno dei più grandi mari interni del mondo con una superficie di oltre 275 000 km². È uno dei siti più variegati in termini di habitat ecologici che vanno dall'area di riproduzione e alimentazione del fenicottero minore e maggiore a una delle più spettacolari aree di migrazioni di zebre e gnu sulla terra tra il fiume Boteti e il Chobe durante la stagione secca. |
|      | Paesaggio culturale delle Tswapong Hills                        | Serowe Palapye                            | Culturale (5560; v, vi)          | 27/05/2010 | Il paesaggio culturale delle Tswapong Hills presenta un patrimonio unico con un'affascinante bellezza paesaggistica naturale che ha attratto diverse tradizioni per un lungo periodo di tempo. Le numerose cascate e le pittoresche falesie lungo la scarpata collinare conferiscono alla zona un'attrattività unica. Le formazioni geologiche ricche di ferro hanno fortemente influenzato per lungo tempo la tradizione della lavorazione del ferro nella zona. Le colline sono considerate sacre dal popolo Batswapong/Bapedi che vive nei villaggi intorno alle colline. Sono associati agli antenati della tribù Bapedi e come tali testimoniano tradizioni viventi e credenze secondo cui gli antenati vivono nell'area e controllano ciò che vi accade, in particolare pioggia, fertilità e raccolto. Il santuario conosciuto localmente come Komana che si trova nel villaggio di Moremi è fortemente e segretamente custodito dagli anziani Komana che comunicano direttamente con i Badimo (antenati). |
|      | Riserva faunistica del Kalahari centrale                        | Distretto di Ghanzi, Distretto di Kweneng | Misto (5555; v, vii, x)          | 27/10/2010 | La Riserva faunistica del Kalahari centrale (insieme all'adiacente Riserva faunistica di Khutse) è stata istituita nel 1971 per proteggere la sua serie di saline, valli fluviali secche e selvaggina. La riserva faunistica del Kalahari centrale è attualmente abitata da tradizionali cacciatori-raccoglitori appartenenti alle tribù Basarwa (San) e Bakgalakgadi, mentre non ci sono abitanti umani in quella di Khutse. Sebbene ci siano grandi praterie aperte, le riserve di caccia sono entrambe in gran parte ricoperte da savana arbustiva semi-arida e macchia. I letti dei fiumi fossili rinvenuti nelle valli Deception e di Okwa e nella riserva faunistica di Khutse segnano le posizioni dei fiumi che un tempo defluivano nell'antico lago Makgadikgadi. |